# Muzea ve Florencii

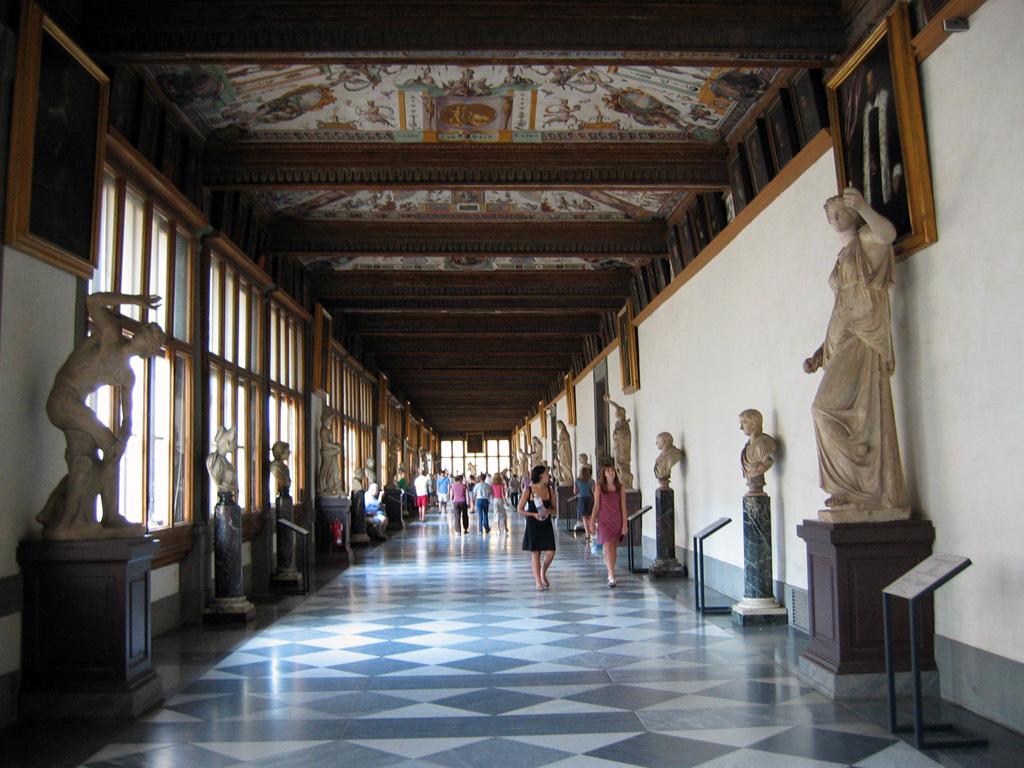
Galleria degli Uffizi

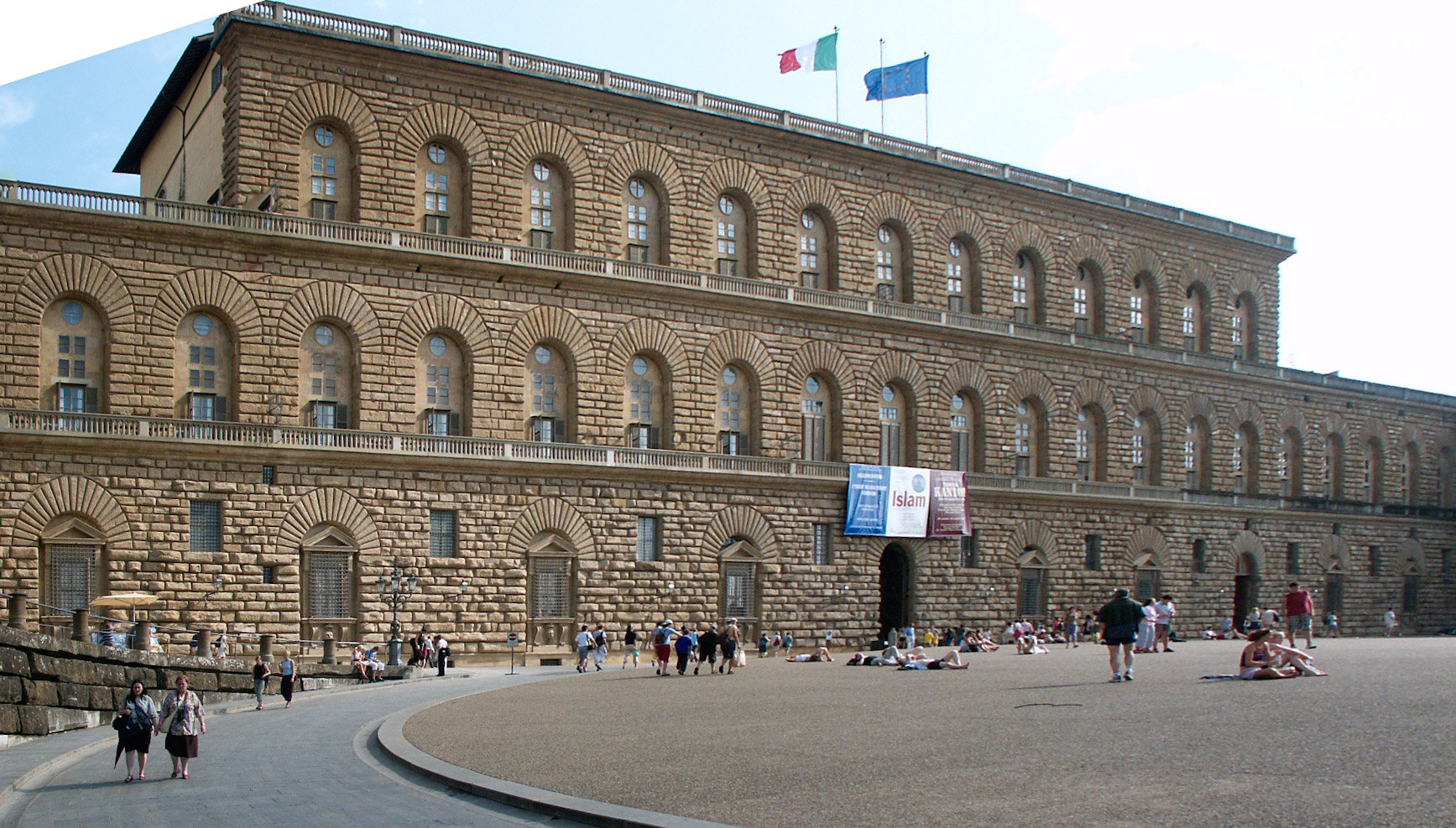
Palác Pitti

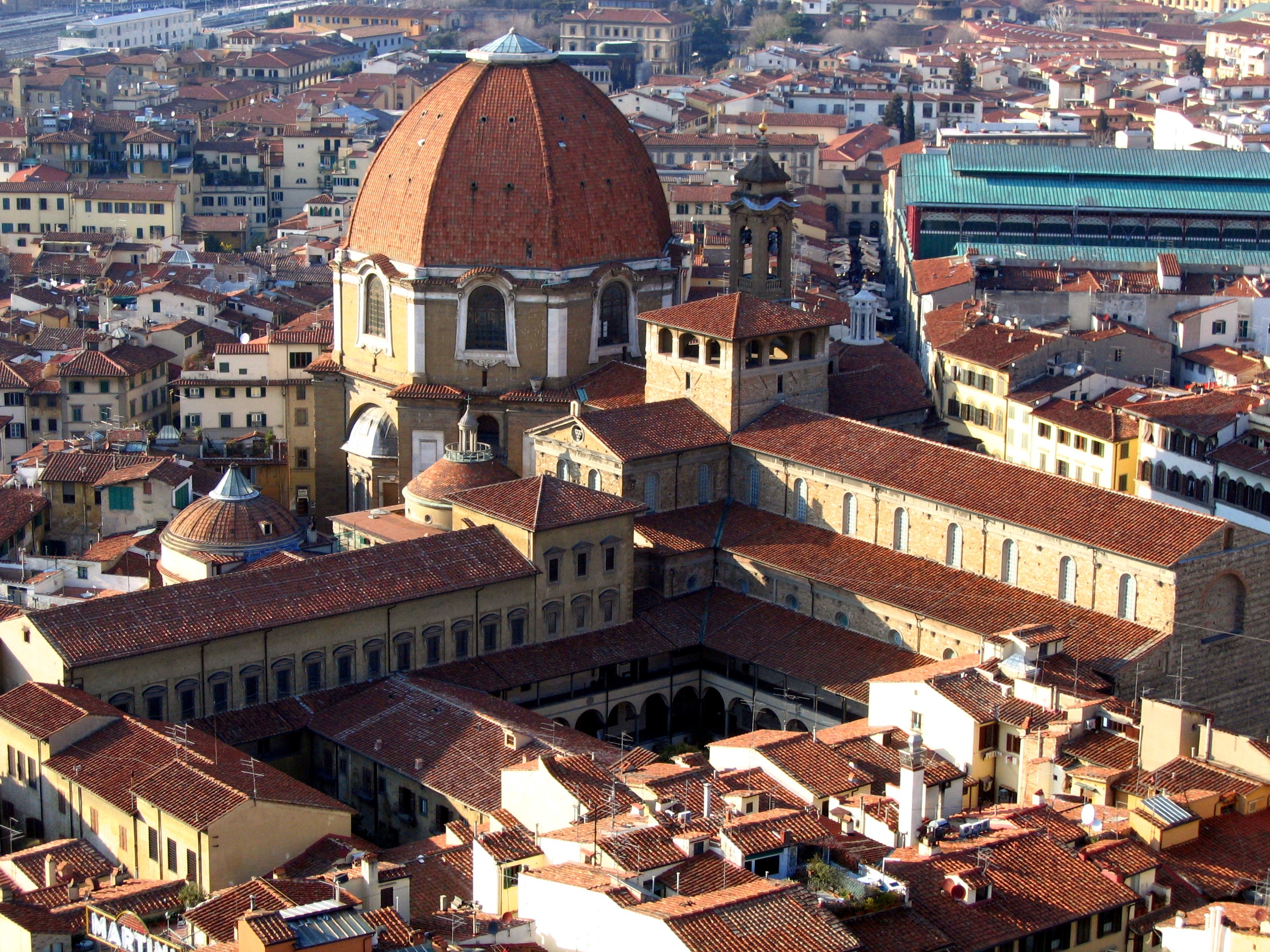
Kaple Cappelle Medicee

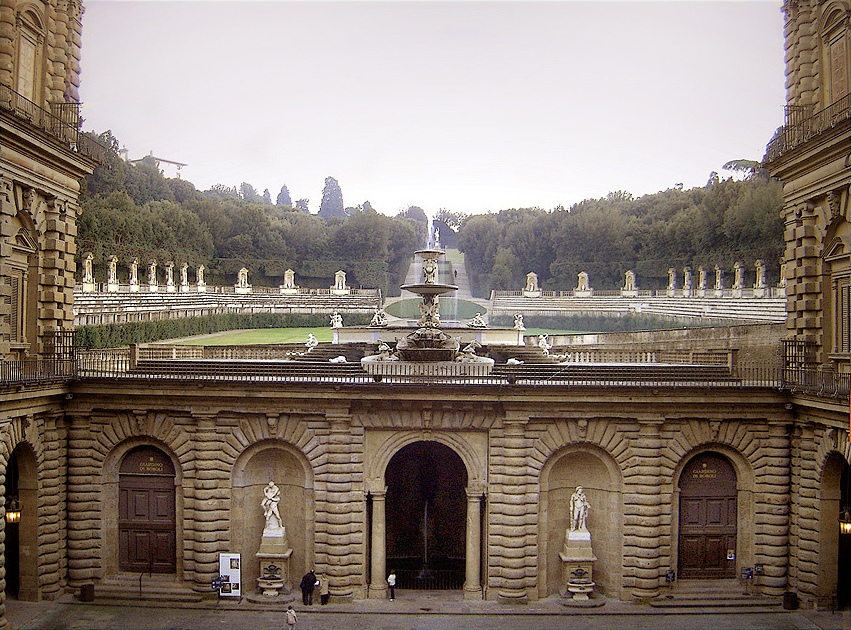
Park Giardino di Boboli

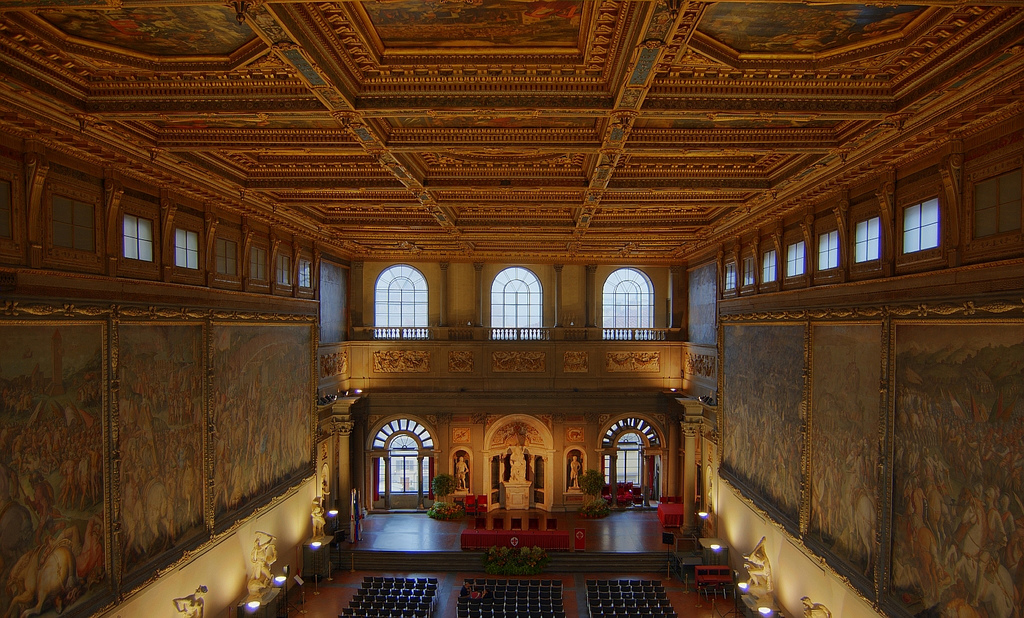
Salone de Cinquecento in Palazzo Vecchio

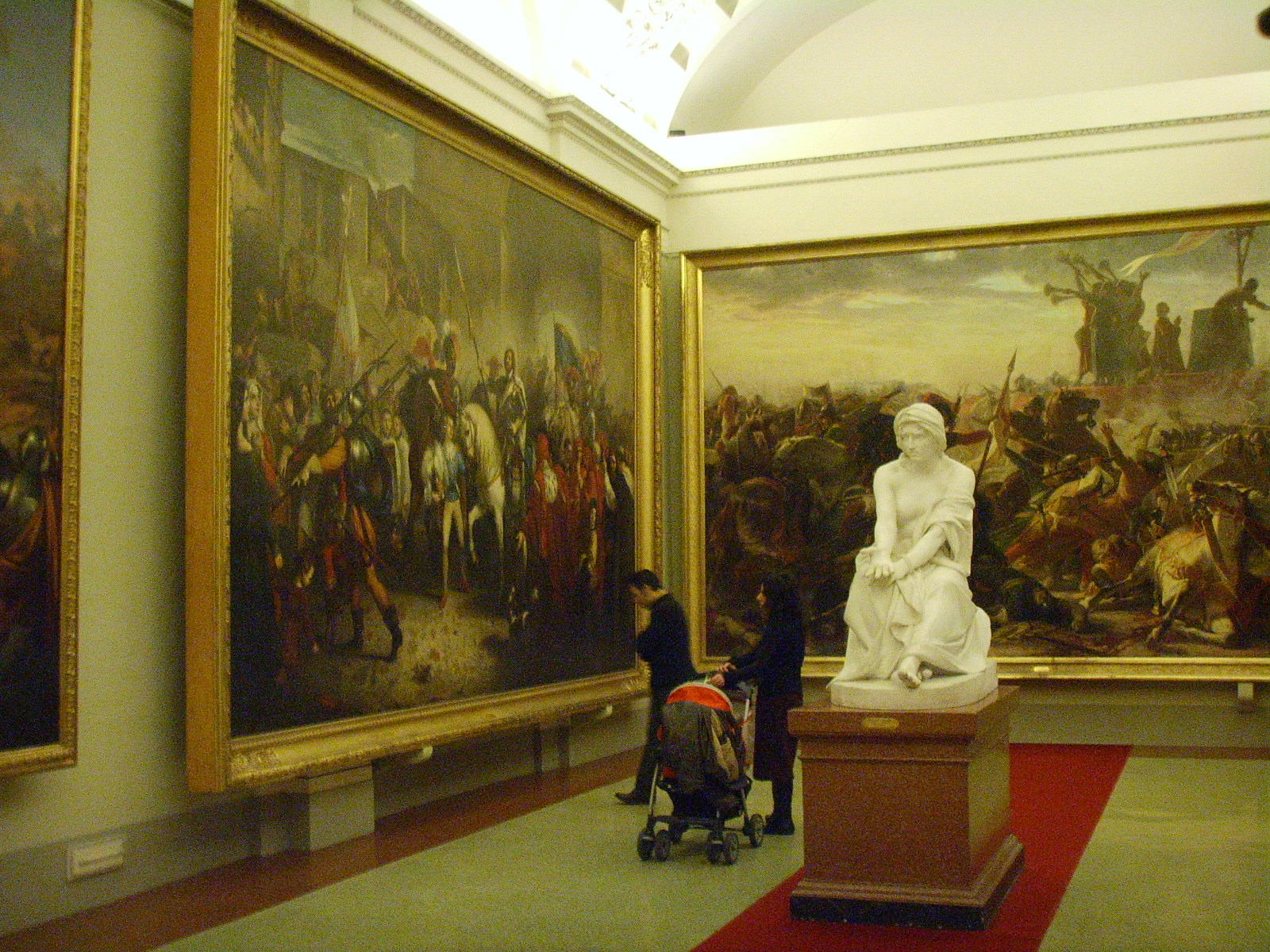
Galerie moderního umění Galleria d'Arte Moderna

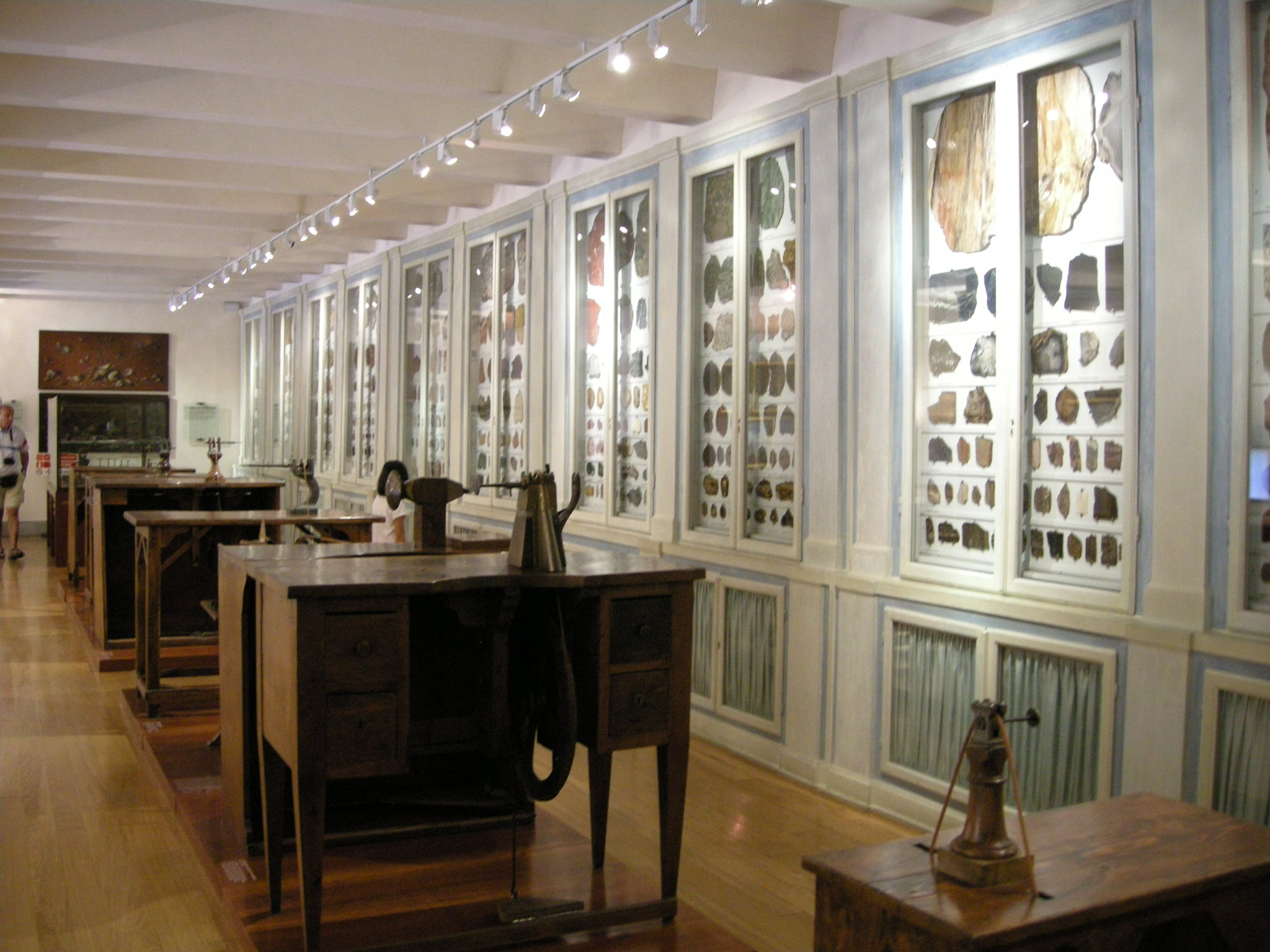
Muzeum - manufaktura mozaiky z drahokamů Opificio delle pietre dure

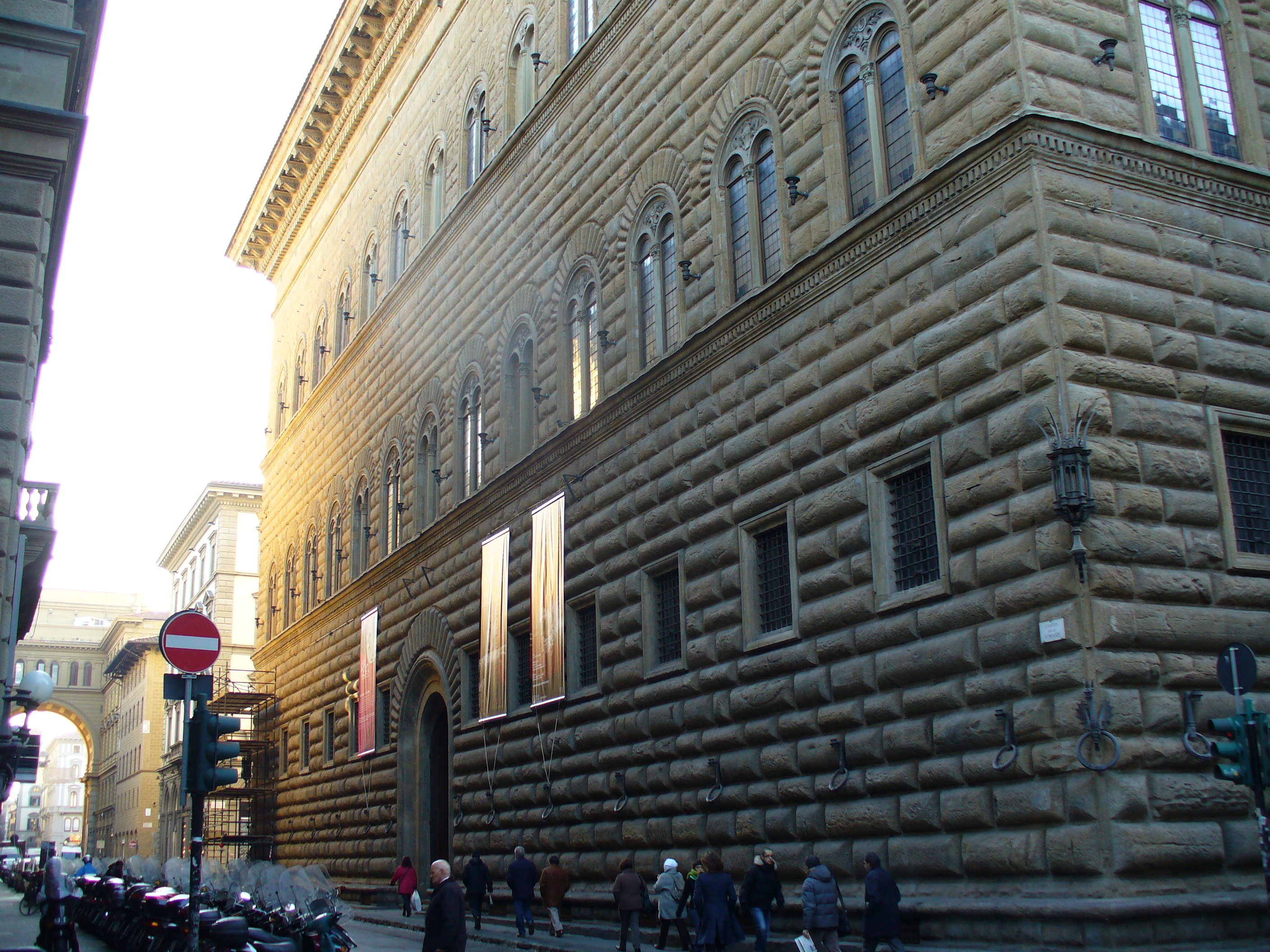
Palazzo Strozzi

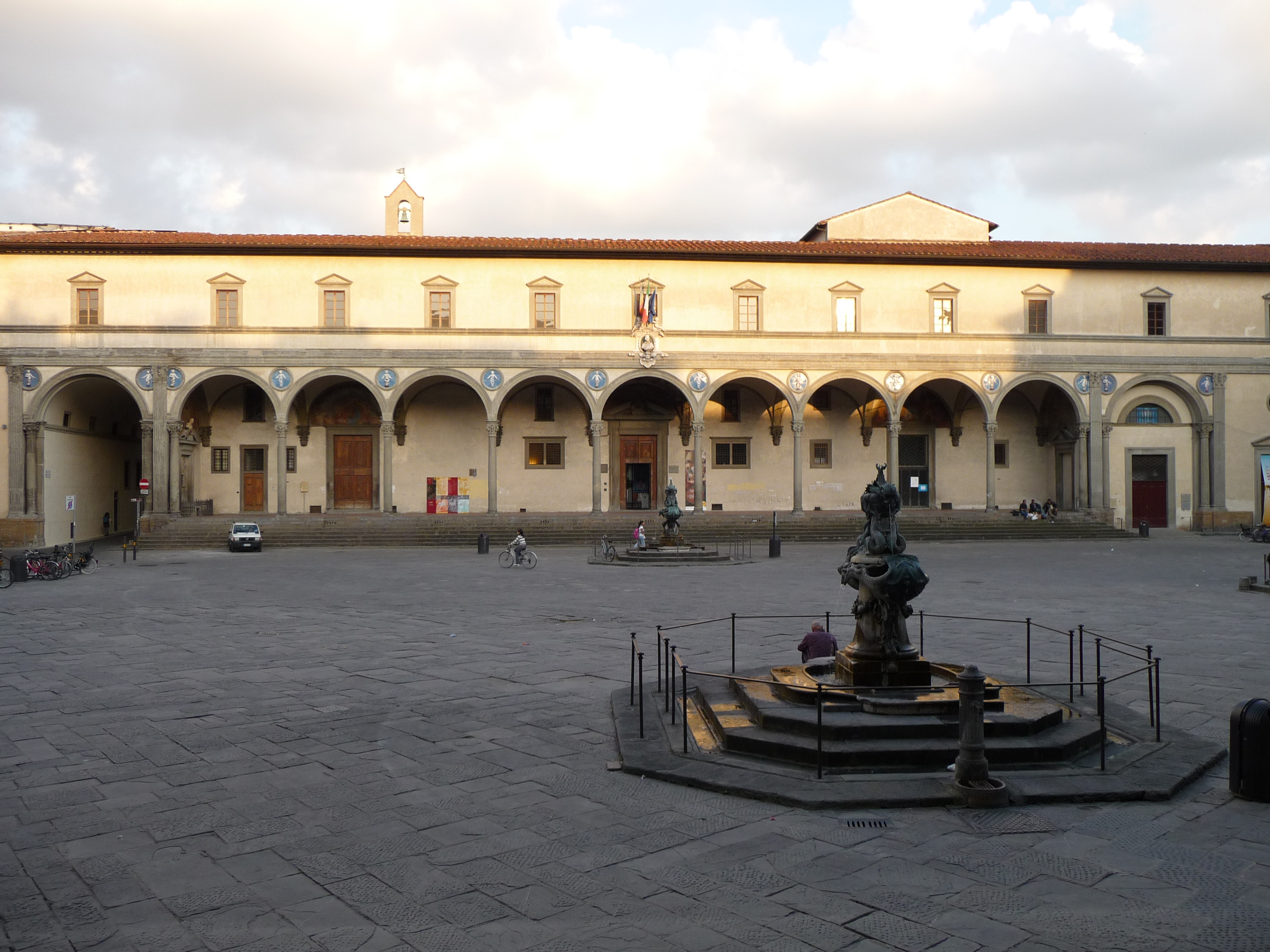
Nemocnice Spedale degli Innocenti

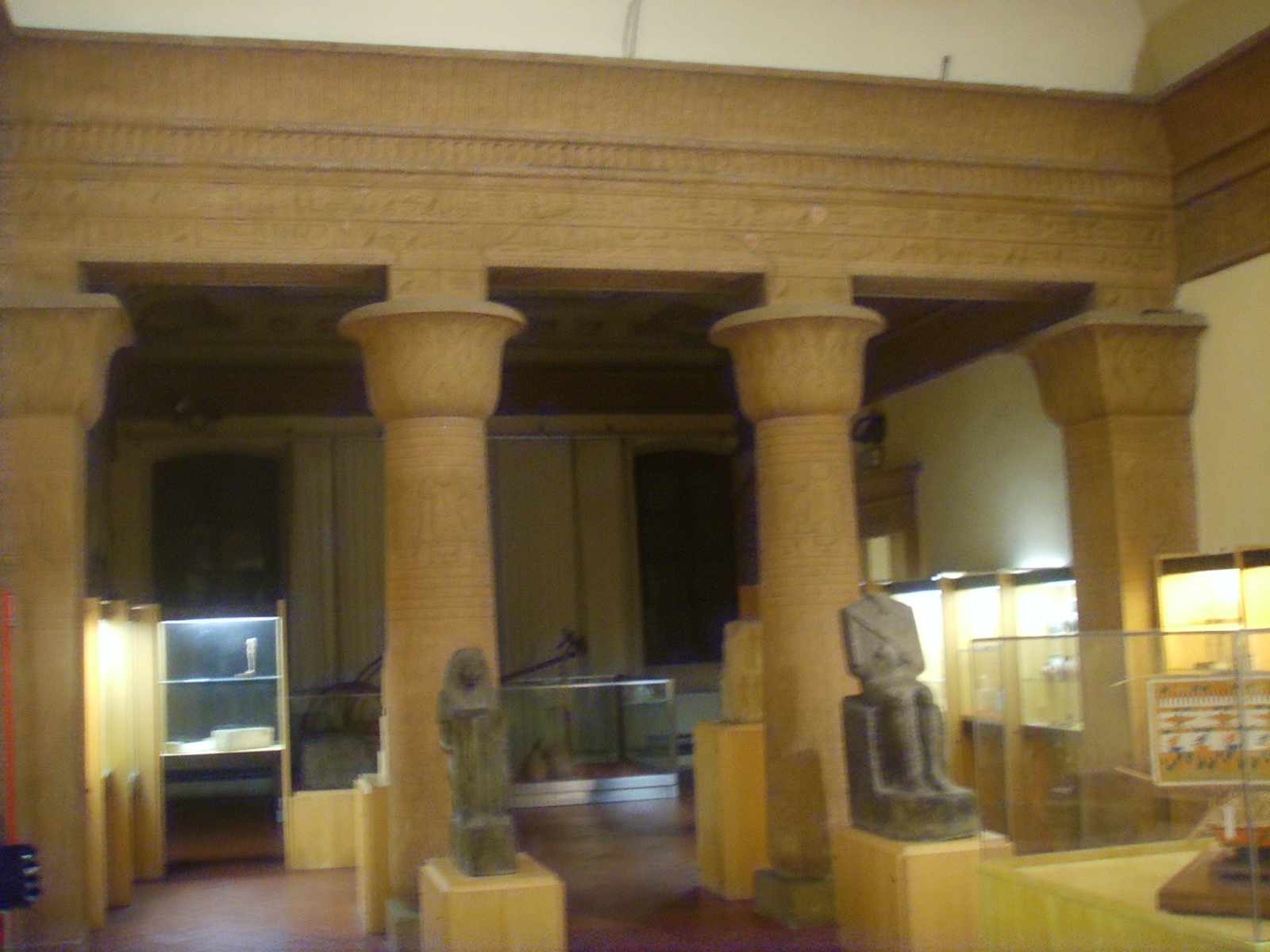
Národní archeologické muzeum ve Florencii

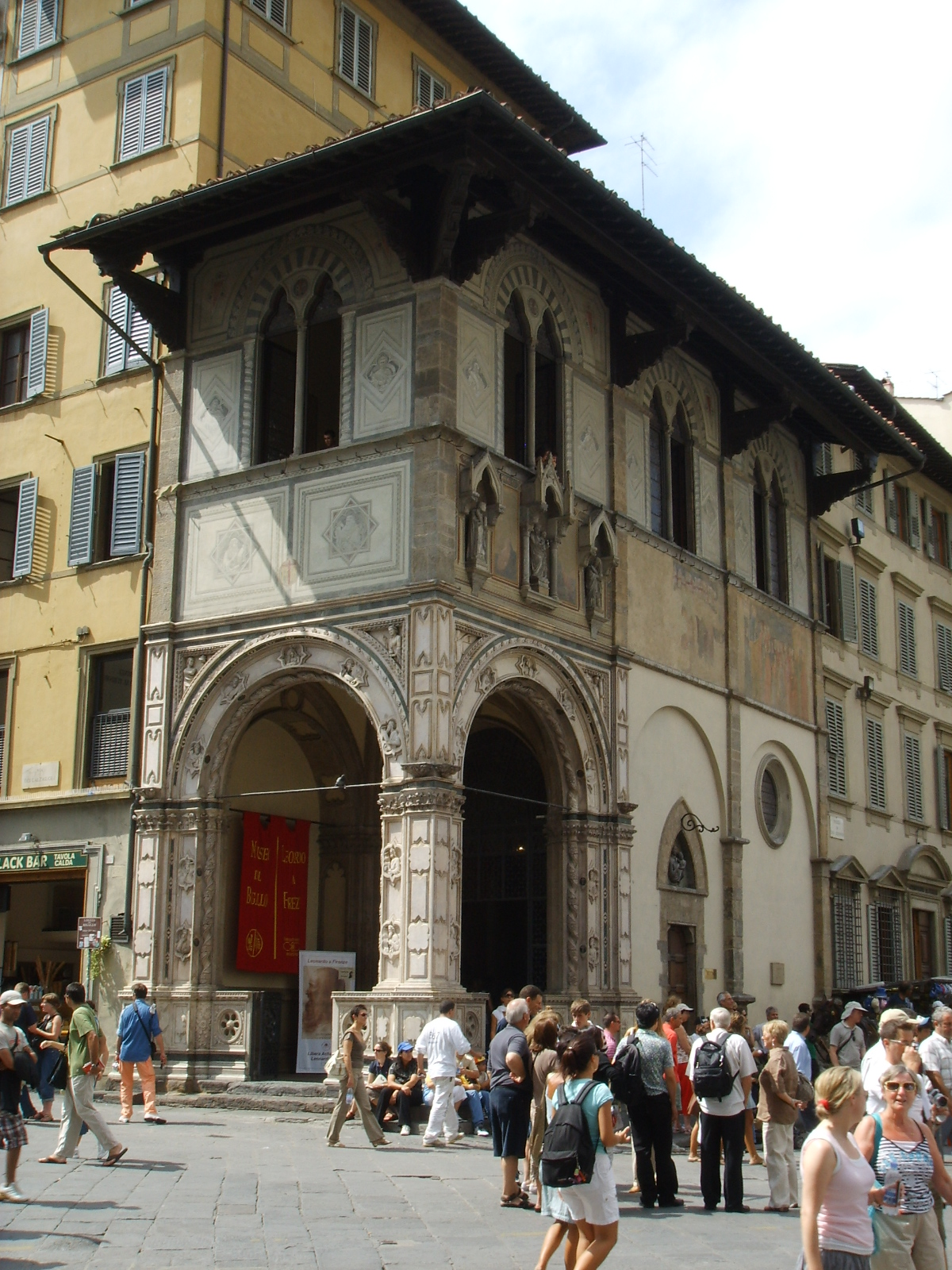
Museo del Bigallo

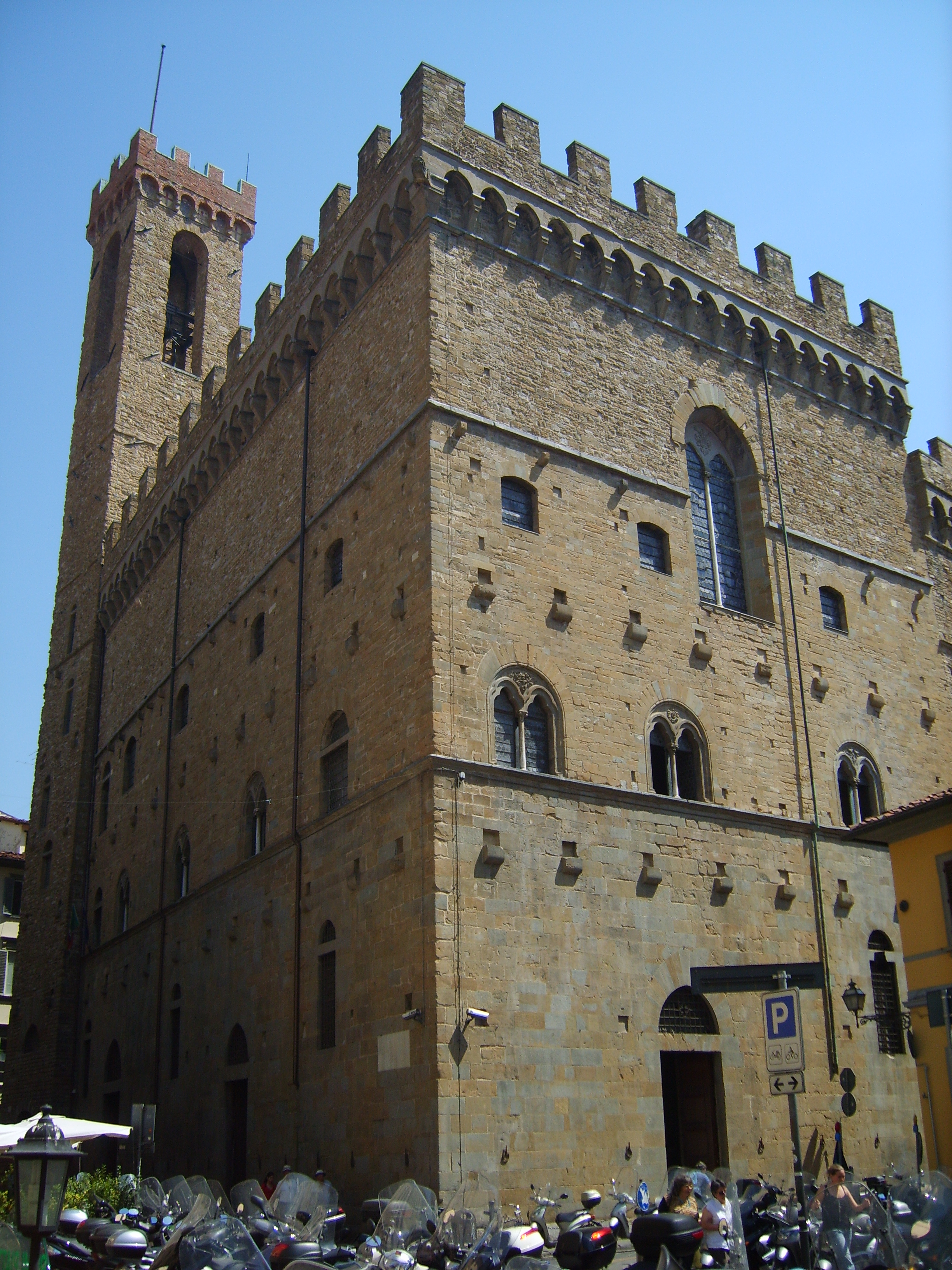
Museo del Bargello

Muzea ve Florencii jsou významnou součástí kulturního života a shromažďují i celosvětově významné sbírky. Světová metropole umění, Florencie, vzhledem k obrovskému uměleckému bohatství města, má vysoký počet muzeí a galerií. V žebříčku 15 nejnavštěvovanějších muzeí umění v Itálii, jednu třetinu představují muzea ve Florencii..

## Státní muzea
Státem provozovaná muzea:
- Galleria degli UffiziJedna z nejznámějších a nejvíce významných uměleckých galerií na světě, s jedinečnými sbírkami renesančního umění ve Florencii i jinde, obsahující, mimo jiné, i největší sbírku obrazů Botticelli. Je rozděleno na několika místností podle škol a stylů v chronologickém pořadí. Základem byla umělecká sbírka nashromážděná během staletí rodem Medici. Také je zde pozoruhodná sbírka starých soch a je zde vystaveno mnoho prací od autorů Giotta, Cimabua, Botticelliho, Leonarda da Vinci, Donatella Michelangela, Raffaela, Tiziana, Caravaggia Berniniho , Fra Angelica Rembrandta, Rubense, Francisca Goyi, Tintoretta, Paolo Uccello, Chardina, Piero della Francesca Masaccia, Vasariho Correggia Canaletta, El Greca, Albrechta Dürera, Cranacha Antonella da Messina, Andrey Mantegny, Simone Martiniho a mnoha dalších.
  - Corridoio Vasariano je visutá chodba nad mostem Ponte Vecchio, spojující florentský palác Palazzo Vecchio s Palácem Pitti přes galerii Uffizzi. Chodba byla zbudována jako privátní průchod pro velkovévodu Cosima I Medicejského.
  - Gabinetto dei Disegni e delle Stampe je muzeum kreseb a grafických listů.
  - Sbírka Collezione Contini Bonacossi: je nyní uzavřena pro veřejnost. Je sbírkou obrazů, soch a užitého umění, kterou darovali pan a paní Contini Bonacossi galerii Uffizi. Mezi 35 obrazy patří k nejvýznamnějším jmenovat ''Maestà con San Francesco e San Domenico od Cimabua, Madona della Neve Sassetta (asi 1432), Madonna Pazzi od Andrea del Castagno (asi 1445), Svatý Jeroným od Belliniho (asi 1479), Madona s osmi světci od Bramantina (1520 -1530) nebo Toreador od Francisca Goyi z doby kolem roku 1800). Součástí expozice je také kolekce 12 mramorových plastik od Gianlorenza Berniniho, Umučení sv. Vavřince (1616).

- Galleria dell'Accademia: Je světově proslulá svou sbírku soch od Michelangela, včetně nádherného Michelangelova Davida. To také má pozoruhodnou sbírku obrazů se zlatým pozadím od malířů třináctého do 15. století a ruských ikon, jakož i prací autorů jako je Bronzino Botticelli, Perugino, Ghirlandaio, Paolo Uccello, Giambologna, Pontormo, Lorenzo Monaco, Lorenzo Bartolini a mnoha dalších.
  - Muzeum hudebních nástrojů Museo degli strumenti musicali: Obsahuje sbírky nástrojů nedaleké Konzervatoře Luigi Cherubiniho. K vidění je padesát hudebních nástrojů z medicejských sbírek a Habsbursko-lotrinské dynastie, byla založena době velkovévodství (zejména od druhé poloviny 17. století do první poloviny 19. století). Obsahuje i nástroje Stradivariho a také nejstarší známé piano.

- Palác Pitti: palác je největší památkou ve městě. Palác Pitti obsahuje osm muzeí, návštěvníkovi se nabízí vstup na výstavy:
  - Galerie Palatine - Tato palácová galerie se nachází v prvním patře paláce Pitti. Je zde vynikající sbírka obsahující asi 1000 obrazů, je zaměřena na období pozdní renesance a baroka. Lze zde nalézt díla jejichž autorem je Sandro Botticelli Caravaggio, Filippo Lippi, Gentileschi, Rubens, Raffael, Tizian, Canova, Pontormo, Rosso Fiorentino, Veronese, nebo Ammannati.
  - Královské apartmány je trakt 14 pokojů používaných rodem Medicejských a jejich následovníky v průběhu pěti století, bydlel v nich také arcivévoda Toskánský. Tyto pokoje pocházejí ze 17. století, v 18. a 19. století byly renovovány ve stylu neoklasicismu. Autory výzdoby jsou Justus Susttermans, Giovanni Battista Foggini a Ignazio Pellegrini. Nejpozoruhodnější jsou sály Sala Bianca, Sala di Bona, Sala dei Pappagalli, kabinet královny Toilette della Regina, Nebeský sál Sala Celeste, Trůnní sál la Sala del Trono, Zelený sál Sala Verde a Sál s výklenky Sala delle nicchie.
  - Galleria d'Arte Moderna: Tato rozsáhlá kolekce nabízí přehled celého uměleckého období v Itálii od konce 18. století (neoklasicistní období) do prvního desetiletí 20. století, a práce umělců jako Canova, Francesco Hayez, Giovanni Duprè, Giovanni Fattori, Signorini, Silvestro Lega, Giovanni Boldini, díla směru „macchiaioli“ a futuristů, jako Giacomo Balla nebo Filippo Marinetti. Veřejně přístupnou se stala roku 1922.
  - Museo degli Argenti Prostory muzea, umístěného v přízemí a mezaninu, využívala rodina Medici jako letní byt. Jsou zde nádoby, klenoty a šperky ze zlata a stříbra a drahokamů, sklo, nábytek a další drahocennosti rodiny Mediciů.
  - Galleria del Costume je největší italské muzeum oděvů; kolekce oděvů obsahuje více než 6000 artefaktů, včetně historického oblečení, oděvní doplňky, kostýmy pro divadlo a filmy, které mají velký dokumentární význam. Je také jediným italským muzeem které ukazuje podrobnou historii módy, její stylové proměny, mj. díky početným kopiím prestižních italských i zahraničních návrhářů, jako jsou Valentino, Giorgio Armani, Gianni Versace, Yves Saint Laurent a další.
  - Giardino di Boboli: je spojena s Forte di Belvedere, zahradu navštíví více než 800.000 návštěvníků ročně, je jedním z nejvýznamnějších příkladů historické italské zahrady na světě a je opravdovým muzeem pod širým nebem, ukazujícím úpravy architektonické krajiny, sbírky soch od římské doby do 19. století. Pozoruhodné je, že sochy a objekty v zahradě, jsou upraveny stejně od 17. století. Kaffeehaus je vzácným příkladem rokokové budovy, který vám umožní vychutnat výhled na město, nebo oranžerii la Limonaia.
  - Museo delle Porcellane: Muzeum porcelánu Museo delle Porcellane obsahuje sbírky porcelánu, z nichž některé jsou velmi staré. Jsou zde exempláře darované velkovévodou a dalšími evropskými vládci, zhotovené na zakázku.
  - Museo delle carrozze: V muzeu kočárů Museo delle carrozze se nacházejí vozy a jiné dopravní prostředky, které náležely dvoru velkovévody, a to zejména mezi 17. a 18. stoletím.

- Museo Nazionale del Bargello: nachází se zde největší sbírka soch v celém městě, od mistrů renesance jako byl Michelangelo, Donatello, Cellini, Verrocchio, Giambologna, Ammannati, Lorenzo Ghiberti, Michelozzo, Luca della Robbia,Andrea della Robbia a Brunelleschi. Nachází se zde také mimořádné sbírky užitého umění, šperky, zbraně, keramika.

- Museo di San Marco: Bývalý klášter sv. Marka Marco, nejlepší světová sbírka prací umělce Fra Angelico, který zde žil a pracoval. Jsou zde také vystaveny další ukázky renesančního chrámového umění a sbírky lapidária z oblasti Mercato Vecchio, které bylo zničeno v roce 1895, aby se vytvořil prostor pro náměstí piazza della Repubblica.

- Cappelle Medicee: Medicejské kaple (Cappelle Medicee) v bazilice San Lorenzo, pohřebiště dynastie Medicejských od 15. století. V unikátním prostředí se nachází sakristie Sagrestia Nuova od Michelangela a monumentální kaple La Cappella dei Principi. Obsahuje díla které vytvořil Buontalenti a mimo jiné zde mají hroby Lorenzo il Magnifico a Donatello.

- Museo Archeologico Nazionale; Národní archeologické muzeum ve Florencii se nachází v jednom z paláců 17. století, sídle princezny Marie Magdalény Medicejské, na Piazza della Santissima Annunziata. Skládá se z Řecké , Etruské a Románské části a Egyptského muzea, kromě Turína největšího v Itálii.

- Museo dell'Opificio delle Pietre Dure: Je jedním z vyhlášených v Itálii a po celém světě. Jeho činnost je zaměřena na restaurování uměleckých děl a vědecký výzkum v oblasti práce s drahými kameny. Také je jednou z hlavních škol italského restauratérství.

- Museo Davanzati: Nachází se v Via Porta Rossa, nedaleko Orsanmichele.

- Museo di Casa Martelli :nachází se na Via Zannetti blízko křižovatky s Via Cerretani a pečuje o galerii obrazů a soch od umělců jako jsou Piero di Cosimo, Luca Giordano, Domenico Beccafumi a další.

- Museo Bardini je umístěno na náměstí de' Mozzi a bylo založeno na darem od Stefano Bardini, jako jedno z nejbohatších „malých“ muzeí na ve městě. V muzeu se nachází eklektická sbírka více než 3600 děl, včetně obrazů, soch, zbrojí, hudebních nástrojů, keramiky, mincí, medailí a starožitného nábytku. Mezi nejdůležitější patří la Carità od Tino di Camaino, Madonna dei Cordai od Donatella a Madonna col Bambino od stejného autora, prosklené keramické starožitnosti z dílny Della Robbia, St. Michael od Antonio del Pollaiolo, Martirio di una santa od Tintoretta, práce Guercina a třicet kreseb Tiepola. Po deseti letech intenzivního a pečlivého studia a restaurování, v roce 2009 proběhlo slavnostní otevření muzea. Nový vzhled navazuje na původní záměr svého zakladatele, který předměty uspořádal podle žánru a podle estetických pravidel. Dokonce i modré stěny, ve své době vybrané s péčí pana Bardini, byly obnoveny a navráceny veřejnosti, jak by chtěl antikvář Stefano Bardini. Muzeum je součástí florentských muzeí Musei Civici Fiorentini a provozováno městem.

- Museo di Orsanmichele: Jedná se o první a druhé patro lodžie Orsanmichele ve Florencie. Je přístupné z můstku, který je spojuje s Orsanmichele (s palazzo dell'Arte della Lana), kde je schodiště a přístup. V muzeu se nachází jedenáct z čtrnácti soch z nik na kostele, od florentských mistrů 15. století. Chybí pouze socha sv. Matouše od Ghibertiho, jehož originál je stále na původním místě a socha sv. Jiří od Donatella, která je umístěna v muzeu Bargello.

- Villa di Poggio a Caiano
  - Museo della Natura Morta: V 16 pokojích se zde nachází 200 zátiší, které tvoří rozsáhlou sbírku, největší svého druhu v Evropě, kterou vytvořil s vášní velkovévoda toskánský v období mezi 16. a 17. stoletím, shromažďováním děl italských, vlámských a holandských umělců.

- Villa La Petraia
- Villa di Castello
- Villa di Cerreto Guidi

### Zobrazení posledních večeří a cykly fresek spravovaných státem
- Cenacolo di Fuligno ve Via Faenza
- Cenacolo di Sant'Apollonia ve Via XXVII Aprile
- Cenacolo del Ghirlandaio (Ognissanti) v klášteře Convento di Ognissanti
- Cenacolo di San Salvi ve Via San Salvi
- Chiostro dello Scalzo ve Via Cavour
- Crocifissione del Perugino v Borgo Pinti

## Muzea regionu Toskánsko
- Casa Museo Rodolfo Sivierozaloženo a udržováno s pomocí Amici dei Musei Fiorentini, nachází se na Lungarno Serristori, v městské části Oltrarno (ve Florencii). Mezi nejlepší díla patří dřevěné polychromované plastiky pocházející ze 14. století, obrazy se zlatým pozadím, keramika, práce z bronzu a starožitný nábytek.

## Provinční muzea
- Palazzo Medici Riccardi

## Městská muzea
- Palazzo Vecchio
  - Museo dei Ragazzi
- Museo Bardini
- Museo di Santa Maria Novella
- Cappella Brancacci
- Museo di Firenze com'era
- Cenacolo di Santo Spirito e Fondazione Romano
- Collezione Alberto della Ragione muzeum je přemisťované, v současné době není otevřeno
- Galleria Rinaldo Carnielo
- Museo Stibbert, muzeum společně spravované městem a nadací Fondazione Stibbert.

## Univerzitní muzea
Shromážděné v jediném Museo di Storia Naturale di Firenze (Muzeu přírodní historie ve Florencii). Ve skutečnosti se sbírky nachází na více místech podle univerzitní katedry.
Muzeum má 6 oddělení:
- Museo di storia naturale sezione di zoologia La Specola na via Romana, zoologická a anatomická sbírka.
- Museo di storia naturale sezione di antropologia ed etnologia.
- Museo di storia naturale sezione di botanica, na via La Pira, botanická sbírka.
- Museo di storia naturale sezione di geologia e paleontologia, na via La Pira, geologická a paleontologická sbírka.
- Museo di storia naturale sezione di mineralogia e litologia, na via La Pira, mineralogická a litologická sbírka
- Museo di storia naturale sezione orto botanico, na via Micheli, botanická zahrada.

## Muzea náboženských institucí
- Muzeum Museo dell'Opera di Santa Croce a kaple Cappella de' Pazzi
- Diecézní muzeum Museo diocesano di Santo Stefano al Ponte

### Muzea pod správou Opera del Duomo
I když dnes jde o náboženské a soukromé instituce, historicky jsou závislé na biskupském dvoru.
- Museo dell'Opera del DuomoObsahuje sbírku prací z areálu Piazza del Duomo sbírka byla reorganizována a modernizována prostory v devadesátých letech. Vlastní mistrovská díla autorů jako je Michelangelo, Mercy Bandini, Donatello, Luca della Robbia, Lorenzo Ghiberti, Andrea Pisano, Nanni Tour a mnoha dalších.

- Salita alla Cupola del Brunelleschi
- Vstup do katedrály Panny Marie, Campanile di Giotto a Battistero di San Giovanni
- Scavi di Santa Reparata

- Museo del Bigallonachází se na Piazza San Giovanni, což je západní část Piazza del Duomo.

## Soukromá muzea
- Casa Buonarroti
- Casa di Dante
- Casa Guidi
- Fondazione Giovanni Spadolini a Pian de' Giullari
- Giardino di Archimede e Museo della Matematica
- Gipsoteca dell'Istituto d'Arte a Porta Romana
- Museo Bellini na Lungarno Soderini
- Museo del Calcio (Firenze) ve čtvrti Coverciano
- Museo del Ciclismo Gino Bartali
- Museo Ebraico
- Museo Horne
- Museo e Istituto fiorentino di Preistoria
- Museo Marino Marini
- Museo Nazionale Alinari della Fotografia
- Museo della Pagliazza
- Museo Salvatore Ferragamo
- Museo di Storia della Scienza
- Museo Torrini
- Palazzo Strozzi
- Spedale degli Innocenti
- Villa Bardini
  - Museo Annigoni
  - Museo Roberto Capucci
- Villa Demidoff
- Villa Gamberaia